# Christelijke visies op het jodendom
Christelijke visies op het jodendom behandelt de verschillende visies die vanuit het christendom op het jodendom zijn ontwikkeld. Vanuit het jodendom zijn ook verschillende joodse visies op het christendom ontwikkeld (onder andere door Martin Buber en Pinchas Lapide). Dit heeft zijn sporen nagelaten in diverse christelijke visies op en interpretaties van het jodendom.

## Introductie

### Oorsprong van het christendom en eerste visies op het jodendom
Het christendom is uit het jodendom ontstaan. In de begintijd was het christendom louter een aangelegenheid van enkele joden, de aanhangers van het eerste uur waren joden of personen die tot het jodendom waren overgegaan ('jodengenoten'), en die afgezien van hun visie op Jezus hun geloof op joodse wijze beleefden.
In de Romeinse wereld van de eerste eeuw na Christus werd het christendom daarom als een joodse sekte beschouwd. Al spoedig ontstonden er spanningen met de joodse religieuze leiders (verzameld in het Sanhedrin), die niets wilden weten van het geloof in Jezus als de beloofde Messias, zoals ze volgens de evangeliën ook dikwijls niets hadden willen weten van Jezus tijdens zijn optreden (zie hiervoor het Bijbelboek de Handelingen van de Apostelen). In hetzelfde Bijbelboek beschrijft Lucas dat ook sommige volgelingen van Jezus te maken kregen met vervolgingen. Diverse volgelingen namen vervolgens de wijk naar het buitenland.
Een van de eersten die vanuit christelijk-joodse zijde kritiek zou hebben geuit op joden die niet in Jezus wensten te geloven was Stefanus (overleden in het jaar 35). Hij was de eerste martelaar die in een rede het religieuze establishment hard aanviel. Hij werd gestenigd na in Jeruzalem de hogepriester en de oudsten te hebben beschuldigd van de moord op de Messias. Later kwam ook apostel Paulus diverse malen met antichristelijke joden in aanvaring, onder meer in het buitenland, hetgeen uiteindelijk zijn arrestatie en deportatie naar Rome tot gevolg had.

### Visie van apostel Paulus
De christelijke visies op het jodendom worden deels bepaald door de punten die Paulus aandraagt in zijn brief aan de gemeente van Rome, de zogenoemde Romeinenbrief. Deze brief is de langste brief in het Nieuwe Testament. In Romeinen 7 vers 4 zegt Paulus dat de Israëlieten door de dood van Jezus Christus zijn vrijgemaakt van de mozaische wetten om deel te kunnen nemen aan het nieuwe Geestelijke Verbond dat Hij heeft ingesteld met de gehele wereld (namelijk het christendom). In Romeinen 11 gaat Paulus nader in op de plaats van het Joodse volk in het heden en in de toekomst. Dit hoofdstuk begint met een vraag: Heeft God zijn volk (de Joden) verstoten? Het antwoord luidt vervolgens: Dat zij verre. Daarna geeft Paulus uitvoerig aan wat de toekomst van het joodse volk zal zijn. Voor christenen die het Nieuwe Testament aanvaarden als het woord van God, geeft de brief verschillende zienswijzen over het jodendom.
Verder is er ook de uitspraak van Jezus die zich erover beklaagt dat Jeruzalem (de toenmalige hoofdstad van de joodse staat en daarmee symbool voor het Joodse volk) zich niet tot hem heeft willen keren en dat het daarom tot aan zijn wederkomst aan zichzelf zal zijn overgelaten.

### Huidige visies
In het huidige christendom bestaan verschillende visies op het jodendom.
Over het algemeen geloven christenen dat het christendom de opvolging is van het jodendom, waarbij veel van de doctrines en praktijken zijn behouden, zoals het monotheïsme, het geloof in een messias en bepaalde vormen van de eredienst, zoals het gebed en het voorlezen van Bijbelse teksten. Sommige christenen zijn van mening dat het jodendom bloedoffers nodig heeft om zonden te vergeven, en geloven dat het jodendom dit principe heeft verlaten na de vernietiging van de Tweede Tempel. De meeste christenen zien de Wetten van Moses als een tussenstap, die na de kruisiging van Jezus zijn vervangen.
Sommige christelijke stromingen zijn van mening dat de positie van joden als uitverkoren volk is vervallen. Weer anderen zijn van mening dat het joodse volk nog een speciale status heeft. Ten slotte zijn er christenen die het joodse volk zien als dicht bij God staand; dezen nemen joodse perspectieven en gebruiken op in hun geloofsuitoefening.
In de verschillende christelijke visies op het jodendom spelen dan ook diverse elementen een rol.
Het breekpunt tussen joden en christenen ligt bij het christelijke geloof in de vergeving door Jezus als Zoon van God, terwijl in het religieuze jodendom de behoudenis door gehoorzaamheid aan de Torah en tradities centraal staat.
De val van Jeruzalem met de verwoesting van de tempel in 70 n. Chr. en de daaropvolgende diaspora werden (en worden ook wel) in het christendom beschouwd als gevolg van het door de meerderheid van de joden niet willen aanvaarden van Jezus als de Messias. Het ontstaan van het zionisme eind 19e begin 20e eeuw en in het verlengde daarvan de stichting van de staat Israël in 1948 alsmede het in bezit krijgen van het Oude Jeruzalem tijdens de Zesdaagse Oorlog in 1967 worden wel als (begin)stappen gezien van het herstel van het jodendom. Deze zal volkomen zijn bij de wederkomst van Jezus - hetgeen zal plaatsvinden in Israël - tegen welke tijd (een groot deel van) de joden Jezus alsnog als de Messias zal hebben erkend. Een tussenstap die tot deze ommekeer zou kunnen leiden is de mogelijke herbouw van de Joodse tempel (Derde tempel) waarin de offerdienst weer wordt ingesteld. Het jodendom zou hierdoor opnieuw oog krijgen voor de noodzakelijkheid van een offer als rechtvaardiging hetgeen uiteindelijk zou leiden tot het besef dat het offer van Jezus de Messias alleen daartoe in staat is. Een ander obstakel voor het jodendom om tot aanvaarding van Jezus als de Messias te komen, is de vaak negatieve houding die het christendom tegenover het jodendom in de loop van de geschiedenis ten toon heeft gespreid. Na de Tweede Wereldoorlog is er echter in een groot deel van het christendom een andere, positievere kijk op het jodendom ontstaan en heeft wel de gedachte postgevat dat God een bijzondere weg met het jodendom gaat.

### Geloof in messias
De christelijke visies op het jodendom zijn niet altijd in overeenstemming met de joodse geloofspraktijk. Zo wordt in sommige christelijke visies het geloof in de komst van een messias in het jodendom centraal gesteld, terwijl het jodendom hier zelf onduidelijk over is en het geloof in de messias zeker geen centrale rol speelt. Al is het geloof in de uiteindelijke komst van de messias een van de dertien geloofsprincipes van het jodendom, heeft het onderwerp bij de meeste joodse stromingen een minimale prioriteit in het dagelijks leven.
Voorts wordt het jodendom vaak een geloof genoemd, terwijl in de joodse religie het geloven een secundaire plaats inneemt. Zo zien we dat in de christelijke benadering van het jodendom vaak eigen principes, zoals geloof en Messias, centraal staan.

### Nieuwe versus oude testament
Een centraal discussiepunt tussen beide religies is het Nieuwe Testament. Christenen brengen profeten naar voren waarbij geclaimd wordt dat het Nieuwe Testament een logisch vervolg is op de Tenach. De term nieuwe testament suggereert dat ook, met name ten opzichte van de term Oude Testament. Joden zullen dit niet zo zien.

## De vervangingstheologie
In de Bijbel wordt het joodse volk gezien als het door God uitverkoren volk (Deut. 7:6). Deze verkiezing door God bracht voorrechten (Gods volk) en plichten (gehoorzaamheid aan de Torah) met zich mee. Sinds de uitstorting van de Heilige Geest, op de eerste Pinksterdag, is voor sommige christenen het joodse volk niet meer Gods uitverkoren volk. Die bevoorrechte positie zou zijn overgegaan op de Kerk, de gemeente (ekklèsia) van het Nieuwe Testament. Het joodse volk is vervangen door de Kerk van het Nieuwe Testament. Deze vervanging staat bekend als de vervangingstheologie (in evangelische kringen ook bekend als „geestelijk Israël”).
Onder de stromingen van christenen wordt verschillend over deze theologie geoordeeld. Binnen de protestantse beweging was de theologie, met name sinds het ontstaan van de Joodse staat, op z'n retour. Dat deze theologie op haar retour is, bewijzen de vele pro-Israël stichtingen die zijn ontstaan in de loop van de twintigste eeuw. Met name de stichting Christenen voor Israël in Nijkerk keert zich fel tegen de vervangingstheologie: Israël zou nog steeds 'Gods oogappel' zijn. Andere stichtingen zijn bijvoorbeeld Israël en de Bijbel, gericht op het verspreiden van de Bijbel onder de Joden, en de stichting Ebenezer in Rhenen die de terugkeer van Joden naar het 'beloofde land' en de Joodse nederzettingen op de Westelijke Jordaanoever bevordert.
In de Rooms-Katholieke Kerk is de vervangingstheologie sinds het Tweede Vaticaans Concilie en de aanvaarding van het Concilie document Nostra Aetate op de achtergrond geraakt. Anders dan binnen de protestantse kerken wordt de staat Israel echter nauwelijks gezien als een theologisch gegeven. De zogenaamde Israëltheologie is katholieke theologen in het algemeen vreemd gebleven, maar onder protestantse theologen is er ook meer kritiek gekomen op de theologische duiding van de verstatelijking van het jodendom, zoals bij de Amerikaanse oudtestamenticus Walter Brueggemann. Onder oosters-orthodoxe christenen is de gedachte dat de christelijke kerk 'het Nieuwe Israël' zou zijn nog breed geaccepteerd.

## De tweewegenleer
Het christelijk geloof is een duidelijke verlossingsreligie. Christenen belijden de verlossing van zonde, duivel en lijden door het offer van Jezus. Voor veel christenen is Jezus en zijn werk de weg naar heil en verlossing. Vele christenen zien echter ook het joodse geloof als een verlossingsreligie. Sommige christenen zijn van oordeel dat de joodse weg (gehoorzaamheid aan de Torah) ook een verlossingsweg is. Er zijn dus voor deze christenen twee wegen tot het heil. De christelijke weg via het geloof in het offer van Jezus. De joodse weg via de gehoorzaamheid aan de Torah. Vooral moderne christenen hebben deze visie op het jodendom. Andere, meer orthodoxe christenen, verwerpen deze visie.
Een mildere versie beweert dat niemand tot de Vader komt dan die al bij de Vader zijn. Zij beweren dat hun uitverkiezing de basis is voor hun verlossing. De orthodoxe stelling luidt dan: "Er is maar één weg en dat is Jezus Christus."

## Geen verschil tussen Jood en heiden
Met name evangelische christenen geloven dat er sinds de opstanding van Christus tot aan Zijn wederkomst (de genadebedeling) geen verschil is tussen Joden en niet-Joden voor wat betreft Gods plan met de mens. Zowel Joden en heidenen kunnen alleen verlossing verkrijgen door persoonlijk geloof in de Messias van de Israël. Dit was ook wat de apostel Petrus betoogde volgens Handelingen 15:11: "Maar door de genade van de Here Jezus geloven wij (Joden) behouden te worden op dezelfde wijze als zij (heidenen)". Ook de apostel Paulus, die door velen als de belangrijkste evangelist uit de geschiedenis van het christendom wordt beschouwd, deed soortgelijke uitspraken, o.a. in zijn brief aan de Romeinen:
En er is geen onderscheid tussen Joden en andere volken, want ze hebben allen dezelfde Heer. Hij geeft zijn rijke gaven aan allen die hem aanroepen (Rom. 10:12).
Toch maakten zowel Petrus als Paulus in hun schrijven en leven duidelijk dat het Evangelie volgens hen allereerst aan de Joden gepredikt dient te worden:
(...) want het is Gods reddende kracht voor allen die geloven, voor Joden in de eerste plaats, maar ook voor andere volken" (Rom. 1:16).
Deze visie wordt vooral uitgedragen binnen de klassiek-evangelische beweging, die in Nederland opkwam door het werk van o.a. Johannes de Heer. Met name stichting Israël en de Bijbel, 's lands oudste Israël-organisatie, zet zich in voor deze visie. Ook de traditionele kerken, waar eeuwenlang de vervangingstheologie (zie boven) is gepredikt, zijn de laatste decennia steeds meer verschoven richting deze evangelische visie. Dit is vooral zichtbaar bij de Christelijke Gereformeerde Kerken die al sinds 1966 een deputaatschap 'Kerk en Israël' hebben. Maar er vormde zich ook een tegengeluid. De Nederlandse christelijk-gereformeerde theoloog en oud-zendeling dr. Steven Paas heeft in zijn boeken "Christian Zionism Examined" (2012) en "Israëlvisies in beweging" (2014) de bijzondere fascinatie voor Israël op de rechterflank van het protestantisme geanalyseerd en bekritiseerd. Volgens Paas staat het Bijbelse geloof en het christen-zionisme op gespannen voet. Hij vindt dat het christen-zionisme de eenheid van de Bijbel en die van de kerk aantasten. Niet-joodse en joodse gelovigen in Christus worden er uit elkaar getrokken, alsof God met beide groepen een apart plan zou hebben. Paas ontkent dit en vindt daarom zending ook onder joden niet zonder meer ongerechtvaardigd. Hij vreest bovendien dat als de eschatologische scenario’s van christen-zionisten niet uit blijken te komen, hun filo-semitisme weleens zou kunnen omslaan in het omgekeerde, namelijk antisemitisme.
Binnen de Protestantse Kerk in Nederland (PKN) is er nog veel verdeeldheid. Hier vinden we, met name door de invloed van stichting Christenen voor Israël, veel aanhangers van de tweewegenleer (zie boven). In 2005 schreef Ton Stier, directeur van Israël en de Bijbel, een boek tegen deze leer: Evangelie voor Israël onder vuur (2005: Het Zoeklicht, Doorn). Diametraal tegenover iedere vorm van Israëltheologie staan aanhangers van de joodse (Marc Ellis, Mark Braverman) en Palestijnse (de Anglicaan Naim Ateek, de lutheraan Mitri Raheb en de Evangelische christen Yohanna Katanacho) bevrijdingstheologie .

### Vervullingstheologie
Een variant op deze visie is de zogenaamde vervullingstheologie, waarvan N. T. Wright de belangrijkste verkondiger is. In zijn interpretatie heeft Jezus het verbond van de Sinaï vervuld, waardoor Israël geherdefinieerd wordt en niet langer een aparte rol heeft in Gods heilsplan.

## Post-supersessionisme
Mede geïnspireerd door de opkomst van het Nieuwe Perspectief op Paulus en de beweging van Messiasbelijdende Joden zijn er steeds meer theologen die zich afvragen of bovengenoemde visies voldoende afrekenen met de lange traditie van anti-judaïsme en vervangingstheologie. Zij streven naar een theologie die het vervangingsdenken niet alleen afwijst, maar ook een Bijbels en historisch verantwoord alternatief biedt, vanuit het besef dat de invloed van het vervangingsdenken verder gaat dan alleen de christelijke leer over het jodendom. Deze visie wordt Post-supersessionisme genoemd.

## Visie op de Torah
In het christendom wordt de tekst van de Torah - daar vaak Pentateuch of de (Vijf) boeken van Mozes genoemd - gezien als een onderdeel van de Bijbel. De erin genoemde geboden maken deel uit van het verbond tussen God en het Joodse volk. Volgens veel christenen is dit verbond met de kruisdood en opstanding van Jezus Christus ontbonden. Christenen zouden zich niet aan die voorschriften (het gaat dan onder andere om spijswetten, rituele reinheid, kleding, offers, de tempeldienst etc.) hoeven te houden. Er zijn echter ook steeds christenen geweest die vinden dat de vroeg-christelijke kerk de Mozaïsche wetten ten onrechte heeft afgeschaft, zoals sommige Messiasbelijdende Joden. De laatste 20 jaar is deze groep, ook in Nederland, sterk gegroeid. Het merendeel hiervan beroept zich er niet op hierdoor verlost te worden, maar door Jezus Christus, die zij veelal Jesjoea de Messias noemen. Jesjoea is de oorspronkelijke Hebreeuwse naam van Jezus (Jesus is de Latijnse verbastering van de Griekse verbastering Ιησους).

## De toekomstige bekering van de Joden tot Jezus Christus
Christenen geloven dat de heilsboodschap ligt in het geloof aan het kruisoffer van Jezus, maar kunnen verschillen in hun hermeneutiek. De verhouding tot de Joden wordt mede daardoor bepaald. Deels blijft Israël het volk dat aanvankelijk Gods uitverkoren volk was. Deels echter heeft Israël Jezus niet als de beloofde Messias aanvaard. Sommige christenen plaatsen dit geloof in de wederkomst van Jezus in een bepaalde visie op de Eindtijd, waarin de Joden – wellicht niet massaal, maar toch zeker een aanzienlijk deel – Jezus als Messias zullen aanvaarden. Deze gedachte is gebaseerd op een letterlijke opvatting van Romeinen 11 vers 26. In deze tekst in het Nieuwe Testament openbaart Paulus een "verborgenheid" (Grieks: musterion) dat "geheel Israël zal zalig worden" (Grieks: kai houtoos pas Israël sothésetai). Vooral onder een deel van de rechtervleugel van het protestantisme leeft de hoop dat deze massale bekering eenmaal in de toekomst zal plaatsvinden. Sommigen zien in de huidige Messiasbelijdende Joden (Joden die Jezus als Messias beschouwen) een voorteken hiervan.